# Кандабулак (река)
Кандабула́к (в верхней половине — Большо́й Кандабула́к) — река в России, протекает в Елховском и Сергиевском районах Самарской области. Устье реки находится в 85 км по левому берегу реки Кондурча к северу от Самары. Длина реки составляет 40 км, её исток лежит юго-восточнее села Кандабулак. Площадь водосборного бассейна — 325 км².
Крупнейший приток — Малый Кандабулак, длиной 12 км, впадает слева на 29 км от устья.

## Данные водного реестра
По данным государственного водного реестра России относится к Нижневолжскому бассейновому округу, водохозяйственный участок реки — Сок от истока и до устья. Речной бассейн реки — Волга от верховий Куйбышевского водохранилища до впадения в Каспийское море.
Код объекта в государственном водном реестре — 11010000612112100006089.